# Pterygolepis
Pterygolepis es un género extinto de peces birkeniiformes siendo el único de la familia Pterygolepididae, que vivieron en el Silúrico. Tiene gran similitud con el género Cowielepis. Se caracteriza por tener una cubierta corporal en forma de escamas y su singular estructura de aletas, detalles que proporcionan información valiosa sobre la biodiversidad y adaptación biológica de los primeros vertebrados.